# Nola cucullata
Nola cucullata är en fjärilsart som beskrevs av Moritz Balthasar Borkhausen 1790. Nola cucullata ingår i släktet Nola och familjen trågspinnare. Inga underarter finns listade i Catalogue of Life.